# Pays de Sault

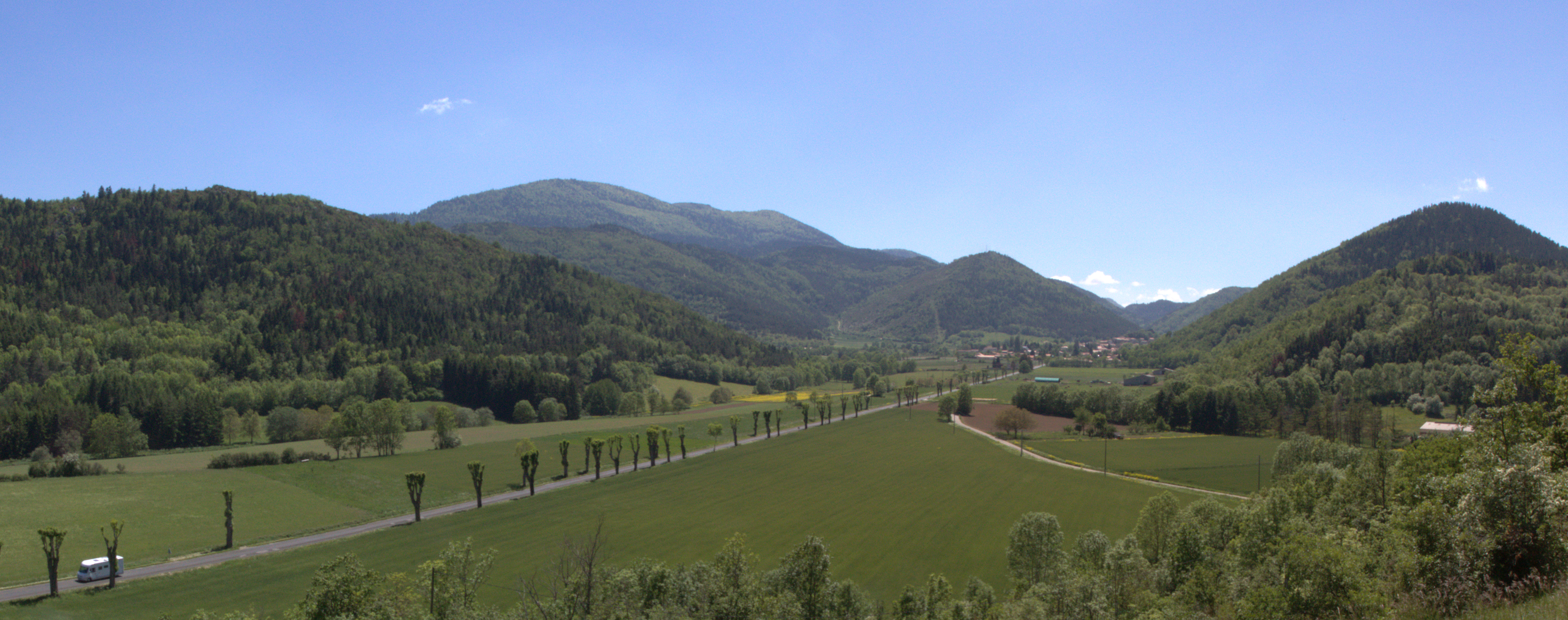
Belcaire

Het Pays de Sault (Occitaans: Pais de Saut) is een kleine streek in het zuid-westen van het Franse departement Aude. Gelegen op een klein plateau in de Pyreneeën, met een hoogte tussen de 990 en de 1310 m en omgeven door een aantal kloven, waaronder de Gorges de la Frau, is de streek een landschappelijke of natuurlijke eenheid, en als voormalig burggraafschap (Vicomté du Sault) is het tevens een historische eenheid. 
In de 12e eeuw valt de streek toe aan het huis Trencavel en bloeit het katharisme er op. Met de val van het Kasteel van Niort, in Niort-de-Sault, in de zomer van 1255, komt hier een einde aan. 
Tegenwoordig is Belcaire de belangrijkste plaats in de streek. Andere dorpen zijn Espezel, Camurac, Roquefeuil en Comus. De belangrijkste economische activiteit is landbouw, en dan met name rundveehouderij en aardappelteelt.